# 616 هـ
616 هـ هي سنة في التقويم الهجري امتدت مقابلةً في التقويم الميلادي بين سنتي 1219 و1220.

## مواليد
- أبو العباس المرسي
- عباس بن منصور السكسكي

## وفيات
- أبو البقاء العكبري